# Szkoła Podoficerska Wojsk Lądowych we Wrocławiu
Szkoła Podoficerska Wojsk Lądowych im. kadeta Zygmunta Kuczyńskiego – była szkoła wojskowa we Wrocławiu, kształcąca podoficerów na potrzeby Sił Zbrojnych Rzeczypospolitej Polskiej.

## Historia Szkoły Podoficerskiej Wojsk Lądowych
W latach 2004–2010 Szkoła Podoficerska Wojsk Lądowych we Wrocławiu kształcąca podoficerów, na terenie byłej WSOIW (w kompleksie byłych pruskich koszar sprzed roku 1945, gdzie stacjonował 6 Śląski Pułk Artylerii Polowej im. gen. Eduarda von Peuckera sformowany w dniu 24 listopada 1872 roku we Wrocławiu przy ul. Obornickiej 108).
Komenda Szkoły Podoficerskiej Wojsk Lądowych mieściła się w budynku Komendy Centrum Szkolenia Wojsk Inżynieryjnych i Chemicznych im. gen. Jakuba Jasińskiego.

## Formowanie SPWL we Wrocławiu
Szkoła Podoficerska Wojsk Lądowych we Wrocławiu formowana została od dnia 1 lipca 2004 roku w wyniku reorganizacji średniego szkolnictwa wojskowego, na podstawie rozporządzenia ówczesnego Ministra Obrony Narodowej z dnia 8 marca 2004 r. w sprawie utworzenia szkół podoficerskich i podporządkowana została bezpośrednio dowódcy Wojsk Lądowych.
Szkoła Podoficerska funkcjonowała na prawach jednostki wojskowej, w oparciu o statut szkoły nadany przez dowódcę Wojsk Lądowych. Oddziałem gospodarczym była Wyższa Szkoła Oficerska Wojsk Lądowych we Wrocławiu, następnie 6RBM we Wrocławiu a ostatecznie nowo powstały 2 WOG. Powołana do funkcjonowania Szkoła Podoficerska Wojsk Lądowych nie posiadała własnej infrastruktury szkoleniowej, korzystała z obiektów i sprzętów szkoleniowych udostępnionych przez CSWIICH
Szkoła Podoficerska Wojsk Lądowych RP prowadziła szkolenia na potrzeby Polskich Sił Zbrojnych. Przygotowywała elewów i żołnierzy zawodowych oraz rezerwy (słuchaczy) do objęcia nowych stanowisk w korpusie podoficerów zawodowych Sił Zbrojnych RP. Szkoła podoficerska prowadziła szkolenia specjalistyczne dla podoficerów młodszych i starszych oraz słuchaczy w służbie czynnej i rezerwie osobowej powoływanej na przeszkolenie wojskowe.
Kursy szkoleniowe mieściły się w wydzielonych blokach koszarowych na terenie CSWIICH. Zespół szkoleniowy SPWL we Wrocławiu, szkolił w specjalności Inżynieryjno-Saperskich (Inż.-Sap.) i Ochrona Przeciw Broni Masowego Rażenia (OPBMR) oraz specjalności ogólnowojskowej (zmechanizowana, desantowa i kawalerii powietrznej). Dowódcy grup szkoleniowych i starsi instruktorzy oraz instruktorzy wojskowi w odpowiednich specjalnościach wojskowych (SW, szkolili elewów i słuchaczy w systemie kursowym wg programów szkolenia opracowanych przez szefa szkolenia Wojsk Lądowych i zatwierdzonych przez Dowódcę Wojsk Lądowych Wojska Polskiego.

## Struktura (2004–2010)
- komenda
- sekcja personalno-wychowawcza
- sekcja ochrony informacji niejawnych
- sekcja szkoleniowa
- zespół szkoleniowy
- kurs kandydatów na żołnierzy zawodowych (Inż.-Sap.)
- kurs kandydatów na żołnierzy zawodowych (OPChem.-OPBMR)
- kurs kandydatów na żołnierzy zawodowych (Ogólnowojskowy)
- kurs doskonalenia zawodowego (KDZ)
- kurs szkolenia rezerw (KSR)

## Komendanci SPWL we Wrocławiu
1. st. chor. sztab. mgr Tomasz Nowakowski (1 lipca 2004 – 12 grudnia 2008)
2. st. chor. sztab. Andrzej Składowski (12 grudnia 2008 – 31 grudnia 2010)

## Profil szkolenia
Szkoła Podoficerska szkoliła młodszych i starszych podoficerów o specjalnościach wojskowych:
- inżynierii wojskowej (grupy saperska, przeprawowa, infrastruktury i ochrony ppoż.);
- obrony przed bronią masowego rażenia (grupa rozpoznanie chemiczne i likwidacja skażeń);
- ogólnowojskowa – grupa areomobilna jak kawaleria powietrzna i wojska powietrznodesantowe oraz grupa wojsk zmechanizowanych.

## Kadra szkoleniowa
Zespół szkoleniowy składał się z dowódców grup szkoleniowych, starszych instruktorów i instruktorów w odpowiednich specjalnościach wojskowych (SW).
1. Grupa – ogólno-saperska – st. chor. Marek Jarosz – d-ca grupy, st. sierż. Marcin Cybulski – starszy instruktor;
2. Grupa – przeprawowa – chor. Artur Popławski – d-ca grupy, st. sierż. Mariusz Mateńko – starszy instruktor;
3. Grupa-ochrona przeciwpożarowa st. chor. Damian Chlebowski – d-ca grupy, st. sierż. Adam Banasik – starszy instruktor;,
4. Grupa – likwidacja skażeń – mł. chor. Patrycjusz Kołodziej – d-ca grupy, mł. chor. Robert Morawski – starszy instruktor;
5. Grupa – ogólnowojskowa – grupa wojsk zmechanizowanych i grupa wojsk areomobilnych) – chor. Konrad Janicki – d-ca grupy, st. sierż. mgr Jarosław Kantorowski – starszy instruktor.

## Tradycje, patron i ceremoniał
Szkoła Podoficerska Wojsk Lądowych we Wrocławiu przejęła tradycje wojsk lądowych i kultywowała tradycje wojsk inżynieryjnych – Dzień Sapera obchodzony 16 kwietnia, wojsk chemicznych Dzień Chemika obchodzony 06 czerwca oraz wojsk aeromobilnych – Dzień Komandosa obchodzony 25 maja.
Patrona Szkoły Podoficerskiej Wojsk Lądowych im. kadeta Zygmunta Kuczyńskiego, nadano decyzją nr 88/MON z 23 lutego 2007. Sylwetka Kuczyńskiego została wyłoniona w drodze konkursu ogłoszonego przez Komendanta Szkoły Podoficerskiej. Laureatem konkursu był st. sierż. mgr Jarosław Kantorowski z zespołu szkoleniowego SPWL we Wrocławiu.
W Szkole Podoficerskiej Wojsk Lądowych, jako jedynej, funkcjonowały trzy rodzaje proporczyków wojsk inżynieryjno-saperskich, przeciwchemicznych, korpusu ogólnowojskowego (aeromobilnego), noszonych zgodnie z przepisami ubiorczymi na nakryciu głowy – beret w zależności od korpusu szkolonych elewów i słuchaczy.
Proporczyki wprowadzono decyzją nr 261/MON z 30 czerwca 2006, korpusu inżynierii wojskowej, korpusu obrony przed bronią masowego rażenia, korpusu ogólnowojskowego (aeromobilnego), tą samą decyzją wprowadzono emblemat szkoły jako oznakę rozpoznawczą. Autorem i wykonawcą odznaki był pomysłodawca, st. sierż. mgr Jarosław Kantorowski z zespołu szkoleniowego SPWL we Wrocławiu.

## Rozformowanie
W związku z reorganizacją szkolnictwa wojskowego 31 grudnia 2010 Szkoła Podoficerska Wojsk Lądowych (SPWL) we Wrocławiu została rozformowana na podstawie nieobowiązującego już Rozporządzenia Ministra Obrony Narodowej Bogdana Klicha z dnia 6 sierpnia 2010 roku.

## Sztandar szkoły podoficerskiej
Szkoła Podoficerska Wojsk Lądowych we Wrocławiu nie posiadała sztandaru Szkoły Podoficerskiej, żołnierze składali przysięgę wojskową na sztandar – Wyższej Szkoły Oficerskiej Wojsk Lądowych we Wrocławiu.

## Podporządkowanie
Dowództwo Wojsk Lądowych (1 lipca 2004 – 31 grudnia 2010)